# 사이완호역
사이완호역 (중국어 정체자: 西灣河, 광둥어 예일: Sāiwāanhó, Sai Wan Ho)은 홍콩 지하철 공도선의 역이다. 1985년 5월 31일 공도선 개통과 동시에 영업에 들어갔으며, 홍콩섬 동북부 둥구의 사이완호 사우게이완로 지하에 위치해 있다.

## 역사
오늘날 사이완호역의 부지는 원래 시정국에서 운영하던 옛 사이완호 시장이 있던 곳으로, 지하철역 공사와 함께 철거되었다. 1982년 5월 착공한 사이완호역은 두 가지 방면으로 공사가 진행되었다. 직경 7.6m의 역 터널 (승강장)은 일본의 니시마츠 건설에서 공사를 맡았으며 까다로운 지질 환경 속에서 진행하였다. 지상의 길거리와 면한 역 대합실 공사는 개먼 컨스트럭션, 키어, 릴리 (지금은 폐업) 사의 합작기업에서 맡았다. 역사 건물은 지중연속벽 공법을 통해 지어졌으며 시정국 새 청사와 펠리시티 가든이라 부르는 주택단지를 그 위에 수용하도록 설계되었다.
1985년 5월 31일 공도선 1단계 구간 개통과 함께 사이완호역도 영업에 들어갔다.

## 역 구조
사이완호역은 복층 구조로, 2번 승강장이 1번 승강장 위에 얹힌 구조이다.
| G         | 지상층                       | 출구                                |
| L2        | 대합실                       | 고객센터, MTR 샵                    |
| L2        | 대합실                       | 자판기, ATM                         |
| L4 승강장 | 상대식 승강장, 오른쪽문 열림 | 상대식 승강장, 오른쪽문 열림        |
| L4 승강장 | 승강장 2                     | ← 공도선 케네디타운 방면 (타이구)   |
| L5 승강장 | 상대식 승강장, 왼쪽문 열림   | 상대식 승강장, 왼쪽문 열림          |
| L5 승강장 | 승강장 1                     | → 공도선 차이완 방면 (사우게이완) → |

### 출구
- A: 타이온가
- B: 사우게이완로[3]